# Bezuchov
Bezuchov (deutsch Besuchow) ist eine Gemeinde in Tschechien. Sie liegt zwölf Kilometer östlich von Přerov und gehört zum Okres Přerov.

## Geographie
Bezuchov befindet sich auf dem Höhenzug Záhoří in der Podbeskydská pahorkatina (Vorbeskidenhügelland). Das Dorf liegt an der Anhöhe Kopec rechtsseitig über dem Tal des Baches Oprostovický potok. Nördlich erhebt sich der Kopec (319 m), im Nordosten der Dubanec (310 m) und südöstlich der Kleštěnec (287 m).
Nachbarorte sind Kladníky im Norden, Oprostovice im Nordosten, Símře im Osten, Žákovice und Lhotsko im Südosten, Radkova Lhota, Radkovy und Dřevohostice im Süden, Nahošovice und Hradčany im Südwesten, Šišma im Westen sowie Kudlov im Nordwesten.

## Geschichte
Archäologische Funde belegen eine Besiedlung des Gemeindegebietes seit der Steinzeit. Zum Ende des 19. Jahrhunderts wurde im Wald bei Bezuchov eine frühzeitliche Grabhügelanlage entdeckt.
Die erste schriftliche Erwähnung von Bezuchov erfolgte 1348 in der Olmützer Landtafel. Im Jahre darauf wurden Anna und Pešek von Bělotín als Besitzer genannt. Der Rundling war durch drei Tore geschützt: Stará brána, Nová brána und Zábraní. Erst in der Mitte des 16. Jahrhunderts wurde Bezuchov zu einem eigenständigen landtäfligen Gut, das unter verschiedenen Vladikenfamilien aufgeteilt war. Bis dahin sind 17 verschiedene Besitzer des Dorfes nachweisbar.
Nach der Aufhebung der Patrimonialherrschaften bildete Bezuchov/Besuchow ab 1850 eine Gemeinde in der Bezirkshauptmannschaft Holleschau. Nach der Aufhebung des Okres Holešov wurde die Gemeinde 1960 dem Okres Přerov zugeordnet. Bezuchov führt seit 1996 ein Wappen und Banner. In den Jahren 1998, 2000 und 2005 nahm Bezuchov erfolgreich am landesweiten Wettbewerb „Dorf des Jahres“ teil und wurde dabei mit dem Grünen bzw. Weißen Band ausgezeichnet. Ethnographisch gehört das Dorf zur Hanna.

## Gemeindegliederung
Für die Gemeinde Bezuchov sind keine Ortsteile ausgewiesen. Zu Bezuchov gehört die Einschicht Lhotsko (Lhottskahof).

## Sehenswürdigkeiten
- Schloss Lhotsko, errichtet in der ersten Hälfte des 19. Jahrhunderts als Sommersitz der Grafen Laudon. 1911 erfolgte ein Umbau im neoklassizistischen Stil. Es dient heute als Altersheim.
- Kapelle des hl. Florian, errichtet 1895
- Zwei sandsteinerne Kreuze, das ältere davon stammt von 1752
- ein Granitkreuz

## Persönlichkeiten
- Im Ort lebte für kurze Zeit der Mitverfasser der Kralitzer Bibel, Bischof Pavel Jessen († 1594)